# Clover Boykin
Clover Boykin /Clover Demarr Boykin, Clover D. Boykin, Clover Demarr Smith/  (25. siječnja 1975. -), Clover Boykin rodila se u subotu 25. siječnja 1975. na jugu Floride, a svoj slobodni život do 19. godine proživjela je u Royal Palm Beachu na adresi 10000 Carmen Lane u području poznatom kao Counterpoint Estates. Nju i njezinu majku otac je napustio kada je imala svega 7 godina. Kao dijete život je provodila živeći s vremena na vrijeme kod majke, bake, tete i druge bliže rodbine, a žalila se i na zlostavljanje i da ju je u 15 godini tukao ljubavnik njezine majke.
Svoje prvo ubojstvo izvršila je u utorak 16. studenog 1993. kad je imala 18 godina, ubivši devetomjesečnu Kaylu Basante koju je čuvala kao dadilja kod obiteljskih prijatelja. Za ovo ubojstvo za koje se tek naknadno čulo dobila je doživotno zatvor. Drugo ubojstvo izvršila je u četvrtak 27. listopada 1994., točnije svoga petomjesečnog sina Daytona Boykina, za kojega je dobila, uz već doživotnu, još 40 godina zatvora. Uhičena je i optužena nekoliko dana nakon, (u nedjelju 30. listopada 1994.) što je otkriveno da je ubila svoga sina, kada je priznala i ubojstvo davljenjem Kayle Basante. Do tada smrt Kayle Basantea smatrala se nesretnim slučajem. 
Prema riječima njezine odvjetnice Alysoun B. Powell, iz West Palm Beacha, cijeli slučaj rezulatat je njezinog nesretnog života, oduzetog djetinjstva i roditeljskog nerazumijevanja djetetovih emocionalnih potreba. Alysoun dalje obrazlaže, da nesretno djetinjstvo “zvuči kao banalan izgovor, ali to je objašnjenje zašto se neki od tih zločina događaju, a to je zato što roditelji ne priznaju ili ignoriraju emocionalne potrebe svoje djece, a kada se ove potrebe ne ispune, ovo je još jedan primjer onoga što se može dogoditi.”
Clover Boykin bila je u kratkom nesretnom braku sa Stevenom Boykinom za kojega se udala u siječnju s kojim je već bila u petom mjesecu trudnoće, i koji je prijetio da će joj oduzeti skrbništvo nad sinom. Clover je u tom kratkom braku imala vanbračnu aferu uz prešutno odobrenje njezinog muža. Kako se brak raspadao prijetnje njezinog muža da će joj oduzeti dijete nesumnjivo su rezultiralo činom koji je izvršila drugi puta. Boykinovi su stanovali u Counterpoint Estatesu u Royal Palm Beachu u kući s četiri spavaće sobe koju su zajedno dijelili s majkom Stevena Boykina i njezinom sestrom. U vrijeme ubojstva Steven je bio na poslu, a njezina svekrva i sestra su spavale. 

## Život u zatvoru
Odmah nakon uhićenja s njom je jedino u vezi ostao njezin prijatelj Joe Simpson. Kaylin otac Bill Basante zaprijetio je (1996) da ako ona ikad izađe iz zatvora, da će njegovo lice biti prvo čije će vidjeti. Clover Boykin se žalila da teško podnosi samoću jer kaznu odslužuje izolirano od ostalih zatvorenica, a iz razloga njezine osobne sigurnosti od drugih zatvorenica koje bi joj zbog prirode njezinog zločina mogle nauditi, pa joj je odobreno još 1995. da dijeli čeliju sa zatvorenicom slične sudbine, Pauline Zile, koja je kasnije preseljena u jedan drugi zatvor na Floridi, Lowell C. I. 
Istražiteljima je rekla dvije verzije zašto je došlo do ubojstava, a jedna od njih je ta da je svoga sina ubila za vrijeme noćne more sanjajući navodno oca koji ju je htio silovati. Kasnije je izjavila istražitelju da je dobro da je uhvaćena jer bi to možda opet mogla učiniti. 
Clover Boykin je i danas zatvorena u ženskoj odgojnoj ustanovi Homestead C. I. u američkoj državi Florida, gdje će morati čekati 25 godina nakon kojega bo mogla računati na uvjetni otpust.

## Vanjske poveznice
- Woman's Arrest In Two Slayings Seen As Paradox  Arhivirana inačica izvorne stranice od 4. ožujka 2016. (Wayback Machine)
- Child's Death Puts Focus On Police  Arhivirana inačica izvorne stranice od 30. lipnja 2013. (Wayback Machine)
- Woman Confesses To Killing 2 Infants  Arhivirana inačica izvorne stranice od 3. rujna 2014. (Wayback Machine)
- C. Boykin[neaktivna poveznica]
- Weekly World News 4 tra 1995
- Inmate Population Information Detail[neaktivna poveznica]